# فرانسوا-رودولف دي وايس
فرانسوا-رودولف دي وايس هو فيلسوف وكاتب ودبلوماسي وسياسي سويسري، ولد في 6 مايو 1751 في يافردون ليه باين في سويسرا، وتوفي في 21 يوليو 1818 في Coppet ‏ في سويسرا.